# Anton Semjonowitsch Makarenko

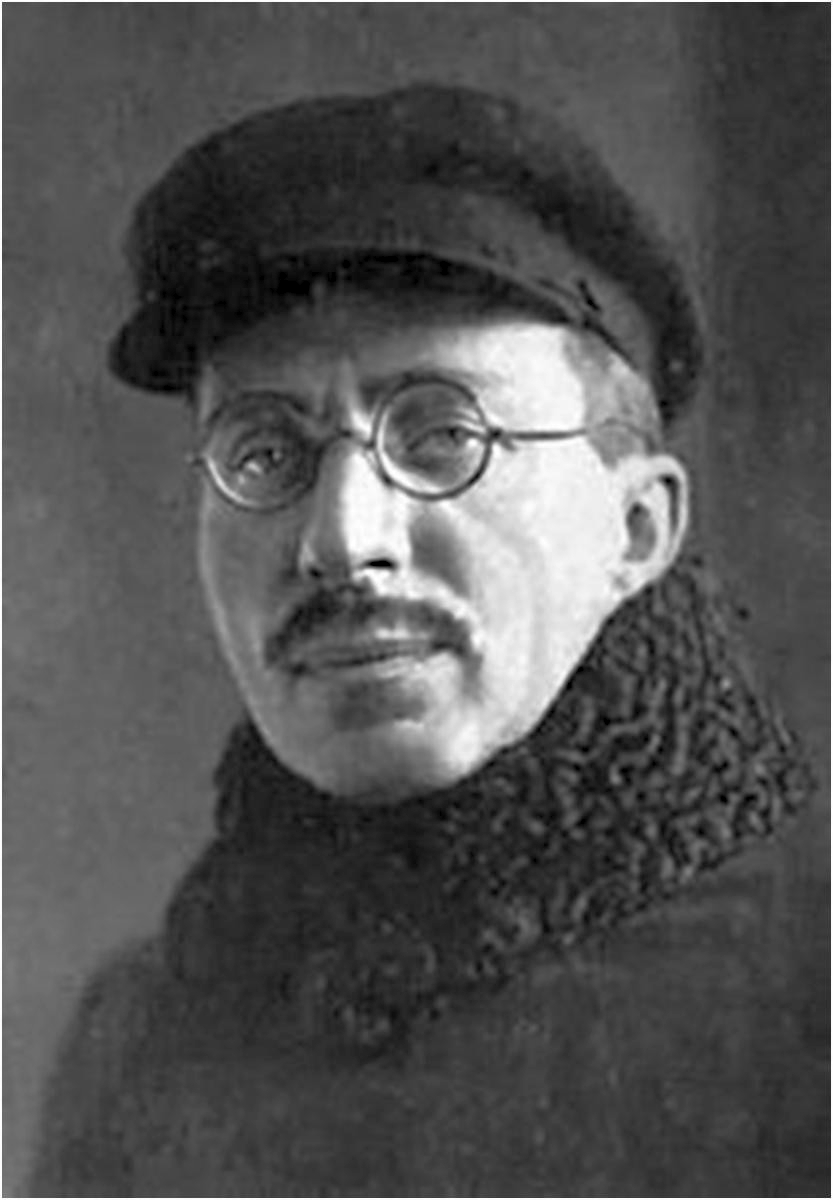
Anton Semjonowitsch Makarenko

Anton Semjonowitsch Makarenko (russisch Антон Семёнович Макаренко, wiss. Transliteration Anton Semënovič Makárenko; * 1. Märzjul. / 13. März 1888greg. in Belopolje, Russisches Kaiserreich; † 1. April 1939 in Golizyno, Sowjetunion) war ein sowjetischer Pädagoge, NKWD-Funktionär und Schriftsteller. Er gilt als der bedeutendste Pädagoge der Sowjetunion.

## Leben
Makarenkos Eltern waren Semjon Grigorjewitsch, ein verbeamteter Eisenbahnarbeiter, und Tatjana Michailowna, eine Soldatentochter adeliger Herkunft. 1904 schloss Makarenko die städtische Schule in Krementschuk mit Auszeichnung ab. Er absolvierte einen einjährigen pädagogischen Kurs und arbeitete ab 1905 als Lehrer für Elementarschulen. Er unterrichtete an der zweiklassigen Eisenbahner-Grundschule in Krjukow russische Sprache, Zeichnen und technisches Zeichnen und ab 1911 an der Schule für Eisenbahnerkinder in Dolinskaja. 1912 bis 1917 studierte Makarenko am pädagogischen Lehrerbildungsinstitut in Poltawa. Von dort kehrte er nach Krjukow zurück, wo er ab 1918 als Schulleiter tätig war.
Im Jahr 1920 beteiligte sich Makarenko an der Neuorganisation der Schulen als Arbeitsschulen im Gouvernement Poltawa. Im November des Jahres begann er – in einem vom eben beendeten Russischen Bürgerkrieg zerstörten und von Hungersnot und marodierenden Banden geplagten Gebiet – mit dem Aufbau eines Arbeitsheims für straffällig gewordene Jugendliche, der späteren Gorki-Kolonie, benannt nach dem russischen Schriftsteller Maxim Gorki. Anstelle einer früheren militärisch geführten Jugendstrafkolonie entstand unter seiner Führung die erste koedukative pädagogische Einrichtung dieser Art in der Sowjetunion. Die ersten Zöglinge waren im Krieg verwaiste, verwahrlost aufgegriffene Kinder – junge Diebe, Bandenmitglieder, Kindersoldaten, Kinderprostituierte. Im Jahr 1927 gründete Makarenko weiterhin die Kolonie F. E. Dserschinski bei Charkiw, aus der später das Werk hervorging, welches bis heute die bekannte Fotoapparat-Marke FED herstellt. In der Kommune wurde außerdem mit der FD-1 die erste elektrische Handbohrmaschine sowjetischer Produktion gebaut. Die Kolonie war eine Einrichtung der von Felix Dserschinski gegründeten sowjetischen Geheimpolizei Tscheka und entwickelte sich zur Kaderschmiede für diese. Sie war national wie auch international bekannt und wurde u. a. von prominenten Politikern wie Lasar Moissejewitsch Kaganowitsch und Pawel Petrowitsch Postyschew sowie von Delegationen aus verschiedenen Staaten, darunter den USA, China und vom deutschen RFB, besucht.
Ab 1935 war Makarenko stellvertretender Verwaltungsleiter der Arbeitskolonien des NKWD in Kiew und von 1937 bis zu seinem Tod lebte er als freier Schriftsteller in Moskau. Gelegentlich trat er auch als Literaturkritiker in Erscheinung, u. a. mit einer Rezension zu Alexei Tolstois Peter der Erste. Im Jahr 1939 erhielt er den Orden des Roten Banners der Arbeit der Sowjetunion. Im selben Jahr trat Makarenko in die KPdSU ein. Er starb am 1. April 1939 in einem Vorortzug während einer Reise von Golizyno, wo er sich in einem Schriftstellererholungsheim aufgehalten hatte, nach Moskau. Dort wollte der Autor mit Vertretern von Sojusdetfilm über die Umsetzung seines Filmszenario Die Delegierung sprechen.
Sein Grab befindet sich auf dem Nowodewitschi-Friedhof in Moskau.
Er war mit Galina Stachijewna Makarenko verheiratet und hatte über diese Verbindung einen Stiefsohn. Das Paar zog außerdem eine Nichte Makarenkos auf. Galina Makarenko arbeitete auch am Sammelband Ein Buch für Eltern mit.

## Pädagogisches Wirken
Makarenko wurde vor allem für seine pädagogische Arbeit als Heimpädagoge und Leiter der Gorki-Kolonie von 1920 bis 1928, der Dserschinski-Kommune von 1927 bis 1935 sowie als Autor von Büchern und Artikeln über diese Arbeit bekannt. Der Roman Ein Pädagogisches Poem über die beiden Heime gilt als das Hauptwerk Makarenkos. Der erste Teil wurde 1925 begonnen und 1933 beendet, der zweite 1934 und der dritte 1935 beendet. Später bekam der Roman den Zweittitel Der Weg ins Leben, ursprünglich der Name des ersten abendfüllenden sowjetischen Tonfilms (Der Weg ins Leben, Putjowka w schisn), der 1931 unter Regie von Nikolai Ekk nach einem Drehbuch von Makarenko und mit ehemaligen Zöglingen als Schauspielern in der Dserschinski-Kommune gedreht wurde. Sein Wirken in der Dserschinski-Kommune spiegelt sich im Roman Flaggen auf den Türmen wider.
Makarenko betonte die Erziehung zu sozialer Verantwortung und Einfühlung in den anderen. (Vgl. Die Lebensgeschichte des Janusz Korczak S. 108)
Makarenko entwickelte eine Form der Kollektiverziehung mit dem Ziel der Erziehung einer allseitig entwickelten Persönlichkeit zunächst auf der Grundlage der Theorien von Jean-Jacques Rousseau, Johann Heinrich Pestalozzi und anderer humanistischer Denker. Er beabsichtigte eine Erziehung ohne die Gewalt der Prügelstrafe und ohne hierarchische Autorität seitens der Lehrer. Die Erziehung basierte auf einer Einheit von verinnerlichter Disziplin, Selbstverwaltung und nützlicher Arbeit. Die Autorität des Erziehers beruhte auf seiner Achtung vor dem Kind, seiner absoluten Aufrichtigkeit gegenüber den Zöglingen und auf festem Vertrauen in den Menschen. Makarenko war weniger Theoretiker denn Pragmatiker und Realist. Sein Handeln richtete sich vor allem nach der situativen Gegebenheit und der von ihm erfassten Intention seines Gegenübers.
Ein wesentlicher Aspekt der Arbeit Makarenkos bestand in der Resozialisierung der verwahrlosten Jugendlichen. In den 1930er Jahren wurde seine Erziehung stark von sozialistischer Pädagogik Stalinscher Vorgaben geprägt. Er vertrat die Auffassung, durch Erziehung könne „aus beliebigem Rohmaterial ein interessanter und gesunder Charakter geschmiedet werden“.
In Makarenkos Lagererziehungssystem wurde die Disziplin durch ein hierarchisches System gesichert, in dem der Neuankömmling zunächst einen Status ohne persönliche Rechte hatte, aber durch ein persönlich für ihn verantwortliches Vollmitglied der Kommune betreut wurde. Erst durch konformes Verhalten war ein hierarchischer Aufstieg und die Erlangung von Rechten innerhalb der Lagergesellschaft möglich. Jedes Vollmitglied konnte jedoch bei Fehlverhalten durch Kollektivbeschluss jederzeit wieder auf den rechtlosen Status des Neuankömmlings zurückgestuft werden. Die Kolonie arbeitete dabei eng mit dem Jugendverband Komsomol zusammen. Dort Mitglied zu werden, war eine besondere Ehre, die man sich durch Wohlverhalten und besondere Leistungen verdienen musste. Makarenko hielt sich bei den kollektiv gefällten Urteilen zurück und griff nur mäßigend und immer zu Gunsten des Delinquenten ein, wenn es ihm notwendig erschien. Die Entscheidung des Kollektivs und die Orientierung des Einzelnen daran betrachtete er als Verwirklichung des Kategorischen Imperativs.
Die Jugendlichen bekamen regelmäßigen Schulunterricht, arbeiteten in den Werkstätten und auf dem Feld und bewirtschafteten so selbstständig die Kolonie. Die Erzieher lebten alle in der Kolonie, jedoch in von den Schlafräumen für die Jugendlichen getrennten Zimmern. Sie aßen mit den Jugendlichen dieselbe Kost im gemeinsamen Speisesaal, arbeiteten am Bau der Häuser und in der Wirtschaft mit und gestalteten mit den Jugendlichen gemeinsam die Abende durch Spiele, Lesungen, Theateraufführungen und Gespräche.
In seinem Gesamtschaffen sah sich Makarenko als Anhänger und Schüler Maxim Gorkis, mit dem er erstmals um 1914 in Kontakt trat und dann ab 1925 für zehn Jahre Korrespondenz hielt. Gorki besuchte 1928 auch die von Makarenko geleitete Kolonie.

## Rezeption im Westen
Bereits seit 1968, während des Kalten Kriegs, befasste sich eine Hochschullehrer-Arbeitsgruppe an der Universität Marburg in der Forschungsstelle für Vergleichende Erziehungswissenschaft mit Fragen der Pädagogik Makarenkos.
Ein Asteroid des äußeren Hauptgürtels (3214) Makarenko wurde nach ihm benannt.

## Werke (Auswahl)
- Der Weg ins Leben. Ein pädagogisches Poem, (Volltext unter Педагогическая поэма, 1933–1935). Aufbau Berlin 1950
  - Verfilmung: Der Weg ins Leben (1931)
- Ein Buch für Eltern, unvollendete Sammlung von Erzählungen, (Книга для родителей, 1937). Volk und Wissen Berlin, 1958, DNB 453186637
- Ehre (Честь, 1937/38), Volk und Wissen, Berlin 1960
- Flaggen auf den Türmen (Флаги на башне, 1938), Aufbau, Berlin 1952
- Ein wahrer Charakter, Filmszenario (Настоящий характер, 1952), Volk und Wissen, Berlin 1960
- Die Delegierung, Filmszenario (Командировка, 1952), Volk und Wissen, Berlin 1960
- Vorträge über Kindererziehung Volk und Wissen. Berlin 1970
- Eine Auswahl. Verlag das europäische Buch. Berlin (West) 1974
- A.S. Makarenko Werke (5 Bd.) Volk und Wissen, Berlin 1970–1974
- Götz Hillig und Siegfried Weitz (Hrsg.): Anton Makarenko – Gesammelte Werke (Bd. 1–5, 7, 9, 13), Marburger Ausgabe, Otto Meier, Ravensburg bzw. Klett-Cotta, Stuttgart 1976–1982